# Hans Konrad Pestalozzi
Hans Konrad Pestalozzi (1848 - 1909), was een Zwitsers politicus.
Hij werd in 1889 tot stadspresident van Zürich (dat wil zeggen burgemeester) gekozen en bleef stadspresident tot zijn overlijden in 1909.